# Labubu
Labubu és un peluix dissenyat per Long Jiasheng. Es caracteritza per un cos arrodonit i pelut, uns ulls grans i ben oberts, orelles punxegudes, i nou dents esmolades que formen un somriure entremaliat.

## Història
Labubu és un personatge dissenyat per l'artista Long Jiasheng, nascut a Hong Kong i criat als Països Baixos. Long Jiasheng va crear la sèrie d’històries The Monsters, inspirada en les llegendes i mites nòrdics que li agradaven durant la seva infància. Segons un reportatge de CNA Lifestyle del 2024, Long va començar dibuixant els seus dissenys amb ploma estilogràfica, i el seu amor pels contes de fades el va portar finalment a crear Labubu i els seus amics.
Labubu va fer la seva primera aparició l’any 2015, però va guanyar una atenció més àmplia després de la seva col·laboració amb Pop Mart l’any 2019. Aquesta col·laboració va augmentar la popularitat de Labubu entre els col·leccionistes. Des de llavors, les figures de Labubu s’han produït en una gran varietat de colors, formes i mides, des de peluixos fins a figures de vinil.
L'abril del 2024, Labubu va rebre una gran atenció després que Lisa, membre de BLACKPINK, fos vista portant-ne un, tant en forma de peluix com en forma de clauer penjat a la bossa. Això va desencadenar una tendència que va augmentar ràpidament la popularitat de Labubu a Tailàndia i altres regions del sud-est asiàtic.
Segons l'informe semestral publicat per Pop Mart el 20 d’agost de 2024, la sèrie The Monsters va generar unes vendes de 6.300 milions de iuans durant la primera meitat de l’any.
L'abril del 2025, Pop Mart va llançar la tercera generació de peluixos de vinil tous de Labubu. A les botigues de Pop Mart dels Estats Units, el Regne Unit i el Japó, una gran quantitat de clients van fer cua per comprar-los, mentre que a la República Popular de la Xina es va produir una revenda a preus molt elevats, i van començar a aparèixer productes falsificats al mercat. Al Regne Unit, a causa de baralles entre compradors per aconseguir una figura de Labubu, Pop Mart va anunciar la suspensió de les vendes del personatge al país. Posteriorment, el 14 de juny, Pop Mart va anunciar també la suspensió de les vendes de Labubu a Corea del Sud.
El 10 de juny de 2025, la casa de subhastes Yongle de Pequín va organitzar una subhasta d’obres d’art de Labubu. Una figura de Labubu amb un aspecte similar al d’un ésser humà es va vendre per 1,08 milions de iuans, i el total recaptat a la subhasta va arribar als 3,73 milions de iuans.
El 19 de juny, el preu de Labubu al mercat de joguines de segona mà es va desplomar a la meitat, amb una caiguda mitjana superior al 50 %. Per exemple, el preu d’una caixa sencera de 6 unitats de Labubu 3.0 va baixar de 1500–2800 iuans a 650–800 iuans.

## Anècdotes, influència

### Amulets tailandesos
L’any 2024, a causa de la gran popularitat de Labubu a Tailàndia, molts tailandesos van començar a considerar que la seva imatge podia atraure riquesa i bona sort, i la van fer servir per crear amulets budistes i tatuatges màgics (sak yant).

### Propaganda política
El setembre del 2024, l'equip del Partit d'Acció Popular (PAP) de Sengkang va organitzar una activitat de distribució d’aliments per a gent gran al barri de Compassvale en Sengkang. Durant l’acte, es va presentar per primera vegada un clauer de peluix de Labubu vestit amb una samarreta blanca amb el logotip del PAP. Lam Pin Min, president de la secció de Sengkang West del PAP, va compartir imatges del peluix participant en l’esdeveniment a les xarxes socials, descrivint-lo com 'el voluntari més nou i més adorable de l’equip'. El peluix va aparèixer diverses vegades en la foto de grup del dia i en vídeos posteriors publicats a TikTok.

### Celebració de l'aniversari dels Nou Déus Emperadors
L'octubre del 2024, durant la celebració de l’aniversari dels Nou Emperadors Celestials, el temple Doumu de Leng Leng a Singapur va introduir per primera vegada elements de joguines col·leccionables per atraure les generacions més joves a participar en activitats religioses tradicionals. El temple va vestir quatre ninots de Labubu com si fossin fidels, amb roba blanca, pantalons blancs, barrets blancs i cintes grogues, i van participar en tota la cerimònia. L’acció va generar un gran interès i debat a les xarxes socials. Algunes persones ho van considerar una iniciativa creativa i entranyable per promoure la cultura, mentre que d’altres es van qüestionar si podia ser irrespectuosa envers les divinitats. El temple va aclarir que les figures només participaven com a 'fidels' i que no es tractava d’ofrenes ni objectes de culte, per la qual cosa no hi havia cap falta de respecte. Els vídeos relacionats van aconseguir un alt nombre de visualitzacions a les xarxes i van atreure molts joves al temple per veure els ninots en persona.

## Botiga permanent a Barcelona
El 31 de juliol de 2025, Pop Mart va inaugurar la seva primera botiga permanent a Barcelona, situada al centre de la ciutat. Aquesta obertura va ser un èxit massiu, atraient una gran multitud de fans i col·leccionistes des del primer dia.